# A11 road
A11 road (englisch für Straße A11) ist eine inzwischen teilweise abgestufte und durch den M11 motorway ersetzte Fernverkehrsstraße in England. Sie beginnt derzeit in London in Aldgate am Rand der City of London, führt in nordöstlicher Richtung durch die Hauptstadt des Vereinigten Königreichs mit Whitechapel, verläuft gemeinsam mit der A12 road bis zum Beginn der M11, die bei der Anschlussstelle Junction 27 den Londoner Autobahnring M25 motorway kreuzt, und zweigt bei der Anschlussstelle Junction 9 (Stump Cross) wieder von der M11 ab. In ihrem weiteren Verlauf ist sie vierstreifig ausgebaut, umgeht Newmarket („Newmarket bypass“) und Thetford („Thetford Bypass“), passiert Attleborough und Wymondham und führt schließlich in das Zentrum von Norwich, wo sie am Kreisverkehr an der St Stephens Street (St Stephens Street roundabout) auf die A147 road, ein Teil der  Norwich inner ring road, trifft und dort endet.
Die Straße ist auf einem Teilstück in London und dann wieder von ihrem Abzweig vom M11 motorway bis zu ihrer Kreuzung mit der A47 road südwestlich von Norwich als Primary route (Hauptverkehrsstraße) ausgewiesen.